# چارلز مارتین (بوکسور)
چارلز مارتین (انگلیسی: Charles Martin؛ زادهٔ ۲۴ آوریل ۱۹۸۶) بوکسور اهل ایالات متحده آمریکا است.